# Морозов, Василий Фёдорович (подполковник)
Васи́лий Фёдорович Моро́зов (1912, Забайкальская область — 1972, Ялта) — подполковник, командир 1227-го стрелкового полка, Герой Советского Союза.

## Биография
Василий Фёдорович Морозов родился 4 апреля 1913 года на станции Танхой Селенгинского уезда Забайкальской области (ныне Кабанского района Бурятии) в семье рабочего. Русский.
Учился в Томском техникуме железнодорожного транспорта. Был на комсомольской работе в городе Красноярск.
Служил в Советской Армии в 1933—1937 годах и с 1939 года. Член КПСС с 1939 года. В 1935 окончил школу воентехников.
На фронте в Великую Отечественную войну с 5 июля 1941 года. Окончил курсы «Выстрел» в 1944.
Командир 1227-го стрелкового полка (369-я стрелковая дивизия, 96-й стрелковый корпус, 70-я армия, 2-й Белорусский фронт) подполковник Морозов отличился при форсировании Одера. Полк одним из первых 20 апреля 1945 года преодолел реку в районе города Гарц (Германия), захватил выгодный рубеж, обеспечив стрелковым и артиллерийским частям дивизии переправу на западный берег. В самые критические моменты боя лично водил бойцов в атаку.
Звание Героя Советского Союза присвоено 29 июня 1945 года.
С 1947 года уволился в запас. Жил и работал в разных городах страны. В последнее время — в Ялте (Крым). Умер 11 февраля 1972 года. Похоронен в Ялте, на Старом городском кладбище.

## Награды
- Медаль «Золотая Звезда»,
- орден Ленина,
- два ордена Красного Знамени,
- орден Отечественной войны 1 степени,
- орден Красной Звезды,
- медали.